# MTV Rocks (Reino Unido e Irlanda)
MTV Rocks fue un canal de música británico, que inició sus emisiones el 1 de marzo de 2010 sustituyendo a MTV2 Europe, emitía en plataformas de pago, tanto por cable IPTV como por satélite, estaba dedicado a emitir videoclips de música alternativa 24h, operado por ViacomCBS Networks UK & Australia, propiedad de ViacomCBS Networks International, filial de ViacomCBS.
El canal finalizó sus transmisiones sin reemplazo el 20 de julio de 2020.

## Historia
La estructura de MTV es diferente en Europa que en Estados Unidos, por lo que el papel de MTV2 Europa es distinto al de MTV2 en Estados Unidos. Los canales europeos de MTV siguen siendo los buques insignia con una amplia variedad de música popular y muchos formatos de programas diferentes (incluyendo documentales, reality shows, entre otros), sin embargo, la televisión por satélite en Reino Unido ha permitido a MTV operar canales subsidiarios sus áreas de especialización propia. Así, mientras que en los Estados Unidos. MTV2 es un canal variado, alternativo, que se dedicaba exclusivamente al rock alternativo e indie, hip hop alternativo, mientras que MTV Base, MTV Dance, MTV Hits cubrían música urbana (hip hop, rap, R & B y garaje), danza (y su correspondiente subgéneros), y la música tabla, respectivamente.
MTV Rocks comenzó como M2 en octubre de 1998: el canal tenía una sensación interactivo para él. Aquí los espectadores controlaban su lista de reproducción y la identidad del canal. El canal inicialmente estaba disponible sólo en Reino Unido, República de Irlanda, Escandinavia, Francia y España. En junio de 2002, MTV Networks Europa ampliada la cobertura de M2 a toda Europa y decidió rebautizarlo como MTV2, como su cadena hermana en los Estados Unidos. MTV2 Europa se centraba principalmente en música alternativa indie y vídeos musicales, mientras que MTV2 en Estados Unidos se centró en reality shows, música alternativa y hip-hop alternativo.
En septiembre de 2002, MTV2 Europe presentó su nueva imagen, y comenzaron a producir programación propia. A diferencia de otros canales de MTV en Europa, con pausas publicitarias regulares, MTV2 no emitía ningún tipo de publicidad (aparte de las promociones de MTV). Los pocos anuncios emitidos eran principalmente de discos, DVD, películas y productos para el público objetivo del canal. Sin embargo, desde septiembre de 2005, MTV2 comenzó a emitir estos anuncios durante el día, pero sin interrupciones durante toda la noche.
En 2007, tras un cambio de nombre de los canales en Reino Unido, MTV2 Europa fue rebautizado brevemente como MTV Two y la presentación fue cambiado como parte de los esfuerzos de MTV para agrupar a los cinco canales británicos de MTV en una marca singular, con una identidad común, con un nuevo logotipo similar a la de los otros canales. 
A finales de la década de 2000, MTV2 Europa comenzó a transmitir una amplia gama de programación reality shows, pero la música sigue siendo el foco principal del canal.  
El 1 de marzo de 2010, MTV2 fue reemplazado por MTV Rocks. El canal refleja una semejanza como la de otros canales de MTV Networks International. El canal tiene una lista de canciones y horario similares a MTV2 Europa.
El 6 de marzo de 2012, MTV Rocks dio el salto a las emisiones panorámicas en formato 16:9.
En 2014, se lanzó la versión europea de MTV Rocks.
A fines de 2018 y 2019, MTV Rocks fue renombrado como VH1 Christmas, que emitía canciones navideñas todos los días hasta el″ Boxing Day. Se diferenciaba de MTV Xmas (que se emitía en MTV Classic) que también emitían algunos éxitos pop hasta principios de enero. Este renombre se daba en VH1 hasta 2017 y se trasladó a MTV Rocks debido a que el primero se transformó en un canal de entretenimiento general dejando de lado la música.
El 20 de julio de 2020 finalizaron sus emisiones, junto con las emisiones de Club MTV UK y MTV OMG y las señales timeshift de MTV, MTV Music y Comedy Central Extra. La úlima canción transmitida por MTV Rocks fue «Don't Look Back in Anger» de Oasis.

## Logotipos

Usado hasta mediados de 2007
Usado entre mediados de 2007 - 1 de marzo de 2010
1 de marzo de 2010 – 1 de julio de 2011
1 de julio de 2011 – 1 de octubre de 2013
1 de octubre de 2013 – 4 de abril de 2017
Logotipo final usado entre el 5 de abril de 2017 – 20 de julio de 2020